# Mursk (gmina Włocławek)
Mursk – wieś w Polsce położona w województwie kujawsko-pomorskim, w powiecie włocławskim, w gminie Włocławek, na terenie Gostynińsko-Włocławskiego Parku Krajobrazowego.

## Historia i architektura
Zabudowa wsi ma charakter mieszany: ulicówki z rozproszonymi w pobliżu przysiółkami. Kilka budynków pochodzi z początku XX wieku. Przy drodze wjazdowej od strony wsi Smólnik znajduje się XIX-wieczny cmentarz ewangelicko-augsburski z ozdobną bramą.

## Przyroda
W okolicy leżą jeziora polodowcowe, tereny błotniste i bagienne, jak również ostoje ptactwa. Występuje w tym rejonie około 180 gatunków ptaków, także tych wpisanych do Polskiej Czerwonej Księgi Zwierząt, m.in. bocian czarny, bąk, kulik wielki, żuraw, batalion, błotniak łąkowy, błotniak zbożowy, kropiatka, sieweczka obrożna, wodniczka, sowa płomykówka, wąsatka i inne.
W latach 1975–1998 miejscowość administracyjnie należała do województwa włocławskiego. Według Narodowego Spisu Powszechnego (III 2011 r.) liczyła 72 mieszkańców. Jest 30. co do wielkości miejscowością gminy Włocławek.